# Diecezja Suchitepéquez–Retalhuleu
Diecezja Suchitepéquez–Retalhuleu (łac. Dioecesis Suchitepequensis-Retalhulensis) – diecezja Kościoła rzymskokatolickiego w Gwatemali. Należy do archidiecezji Los Altos Quetzaltenango–Totonicapán. Została erygowana 31 grudnia 1996 roku.

## Ordynariusze
- Pablo Vizcaino Prado (1996 - )